# Salebriopsis albicilla
Salebriopsis albicilla är en fjärilsart som beskrevs av Herrich-Schäffer 1849. Salebriopsis albicilla ingår i släktet Salebriopsis och familjen mott. Enligt den svenska rödlistan är arten sårbar i Sverige. Arten förekommer i Götaland. Artens livsmiljö är skogslandskap, jordbrukslandskap. Inga underarter finns listade i Catalogue of Life.